# 加原武門
加原 武門（かはら ぶもん、1904年6月13日 - 没年不詳）は、日本の俳優である。本名は川原 毅（かわはら たけし）、旧芸名大泉 浩路（おおいずみ こうじ）、大泉 浩二（おおいずみ こうじ）、大泉 慶治（おおいずみ けいじ）。

## 人物・来歴
1904年（明治37年）6月13日、福岡県に生まれる。
長じて東京に移転し、中央大学政経部に進学するも中途退学し、作家・大泉黒石の紹介を得て1929年（昭和4年）、日活太秦撮影所現代劇部に入社した。大部屋時代を経て、1930年（昭和5年）8月29日に公開された徳永フランク監督の『太洋の心』、1931年（昭和6年）3月20日公開に公開された村田実監督の『ミスター・ニッポン 前篇』あたりから役がつき始め、黒石から名を得て「大泉 浩路」として映画界にデビューしている。同年6月12日公開された溝口健二監督の『しかも彼等は行く』に出演、翌1932年（昭和7年）には、溝口の移籍した入江たか子の入江プロダクションへ移籍、『満蒙建国の黎明』、『滝の白糸』に出演する。そのまま入江プロダクションの配給提携先である新興キネマに残り、同社の現代劇部が東京に移転し、新興キネマ東京撮影所（現在の東映東京撮影所）が開かれると、大泉も同撮影所に異動になり、「大泉慶治」と芸名を改めた。同年末、マキノ正博が京都に新しくトーキーのための撮影所、マキノトーキー製作所を開くとここへ移籍、現代劇のほか、剣戟映画にも出演した。同社は1937年（昭和12年）4月末には解散しており、葉山純之輔や大内弘ら大半の俳優とともに新興キネマにもどり、「加原武門」と芸名を改めて東京撮影所で再スタートした。
1942年（昭和17年）1月27日、戦時統合によって大映が設立され、新興キネマは合併して撮影所は閉鎖されたが、加原は同社に継続入社する。現代劇部門は大映東京撮影所（かつての日活多摩川撮影所、現在の角川大映撮影所）に集約された。第二次世界大戦終結後、撮影所の労働組合の執行委員長を務めている。1954年（昭和29年）4月、日活が調布に新しく日活撮影所を建設、製作を再開するにあたり、加原は同社に移籍した。以降、1972年（昭和47年）まで日活に所属し、脇役俳優を続けた。同年引退、以降の消息は知られていない。没年不詳。

## 芸名
- 川原 毅 （かわはら たけし） - 出生名・本名
- 大泉 浩路 （おおいずみ こうじ） - 日活太秦撮影所、新興キネマ（1930年 - 1934年）
- 大泉 浩二 （おおいずみ こうじ） - 新興キネマ（1934年）
- 大泉 慶治 （おおいずみ けいじ） - 新興キネマ東京撮影所、マキノトーキー製作所（1934年 - 1936年）
- 加原 武門 （かはら ぶもん） - 新興キネマ東京撮影所、大映東京撮影所、日活（1937年 - 1972年）

## フィルモグラフィ
すべてクレジットは「出演」である。公開日の右側には役名、および東京国立近代美術館フィルムセンター（NFC）所蔵等の上映用プリントの現存状況についても記す。同センターなどに所蔵されていないものは、とくに1940年代以前の作品についてはほぼ現存しないフィルムである。

### 日活太秦撮影所
すべて製作は「日活太秦撮影所」、配給は「日活」である。すべて「大泉浩路」名義である。
- 『太洋の心』 : 監督徳永フランク、1930年8月29日公開 - 火夫・格さん
- 『ミスター・ニッポン 前篇』 : 監督村田実、1931年3月20日公開 - 鈴木
- 『かんかん虫は唄ふ』 : 監督田坂具隆、1931年5月8日公開 - 紺ガスリの今井
- 『しかも彼等は行く 前編』 : 監督溝口健二、1931年6月12日公開 - 不良青年・アンリ三郎
- 『しかも彼等は行く 後篇』 : 監督溝口健二、1931年6月12日公開 - 不良青年・アンリ三郎
- 『金は天下の廻りもの』 : 監督徳永フランク、1931年7月30日公開 - 軽井傳介
- 『本塁打』 : 監督熊谷久虎、1931年9月10日公開 - 泥棒
- 『海のない港 前篇』 : 監督村田実、1931年9月16日公開 - 下河作検事
- 『海のない港 後篇』 : 監督村田実、1931年9月16日公開 - 下河作検事
- 『海の横顔』 : 監督木藤茂、1932年2月5日公開 - 輝
- 『彼女へ飛来』（タックル） : 監督木藤茂、1932年3月10日公開 - 大井

### 新興キネマ
特筆以外すべて製作は「新興キネマ」（のちの新興キネマ京都撮影所）、配給は「新興キネマ」である。すべて「大泉浩路」あるいは「大泉浩二」名義である。
- 『満蒙建国の黎明』 : 監督溝口健二、製作入江プロダクション・中野プロダクション・新興キネマ、配給新興キネマ、1932年9月29日公開[1]
- 『滝の白糸』 : 監督溝口健二、応援監督清涼卓明、製作入江プロダクション、配給新興キネマ、「大泉浩二」名義、1933年6月1日公開 - 権次、105分尺で現存（NFC所蔵[10]）
- 『神風連』 : 監督溝口健二、製作入江プロダクション、配給新興キネマ、「大泉浩路」名義、1934年2月1日公開 - 邯鄲の辰
- 『パパの青春』 : 監督上野信二郎、「大泉浩路」名義、1934年4月20日公開 - 鏡子の叔父幸兵衛
- 『若衆髷』 : 監督村田正雄、「大泉浩路」名義、1934年5月10日公開 - 覚之助の父小三郎
- 『霧笛』 : 監督村田実、「大泉浩二」名義、1934年5月10日公開 - 船長、94分尺で現存（NFC所蔵[10]）
- 『河の上の太陽』 : 監督内田吐夢、「大泉浩二」名義、1934年5月17日公開 - 香具師のサクラ
- 『不良少年の父』 : 監督曽根純三、「大泉浩路」名義、1934年7月26日公開 - 松岡峰三
- 『泥濘を往く女』 : 監督清涼卓明、「大泉浩路」名義、1934年8月15日公開 - スラバヤ丸の船長森田浩蔵

### 新興キネマ東京撮影所

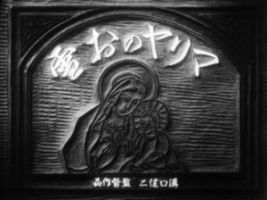
『マリヤのお雪』（監督溝口健二、1935年）のカットタイトル。

特筆以外すべて製作は「新興キネマ東京撮影所」、配給は「新興キネマ」である。すべて「大泉慶治」名義である。
- 『子を持つ処女』 : 監督上野真嗣、1934年11月8日公開 - 滝川先生
- 『民衆の太陽』 : 監督上野真嗣、1935年2月28日公開 - タクシーの運転手平本金造
- 『福寿草』 : 監督川手二郎、1935年3月7日公開 - 薫の父村長さん、67分尺で現存（NFC所蔵[9]）
- 『釣鐘草』 : 監督川手二郎、1935年4月3日公開 - 考古学者
- 『ヒュッテの一夜』 : 監督落合吉人・西鉄平、製作新興キネマ京都撮影所、配給新興キネマ、1935年4月11日公開 - 高利貸合田
- 『マリヤのお雪』 : 監督溝口健二、製作第一映画社、配給松竹キネマ、1935年5月30日公開 - おちえ、80分尺で現存（NFC所蔵[9]）
- 『恋の浮島』 : 監督川手二郎、1935年6月26日公開 - 竜吉の腰巾着勘太郎
- 『女流探訪記者』 : 監督久松静児、1935年10月3日公開 - 編集長古畑
- 『王者目指して』 : 監督上野真嗣、1935年11月16日公開 - 野球部員出堀

### マキノトーキー製作所
すべて製作は「マキノトーキー製作所」、配給は「千鳥興行」である。すべて「大泉慶治」名義である。
- 『無鉄砲選手』 : 監督根岸東一郎、1935年公開 - 現代劇、15分の部分が現存（NFC所蔵[9]）
- 『國定忠治 信州子守唄』 : 監督マキノ正博、1936年2月18日公開[11] - 19分の部分が現存（NFC所蔵[9]）
- 『切られお富』 : 監督広瀬五郎、1936年3月1日公開
- 『松平外記』 : 監督松田定次、1936年3月8日公開 - 牧野大隅守、30分尺で現存（NFC所蔵[9]）
- 『丹下左膳 乾雲必殺の巻 第一篇』 : 監督マキノ正博、応援監督久保為義・松田定次・広瀬五郎、1936年3月15日公開 - 得印兼光
- 『丹下左膳 坤竜呪縛之巻』 : 監督マキノ正博、応援監督久保為義・松田定次・広瀬五郎、1936年4月1日公開 - 得印兼光
- 『涯てなき航路』 : 監督田丸重雄、1936年製作・公開
- 『鋪道の囁き』 : 監督鈴木伝明、製作加賀ブラザースプロダクション（加賀四郎）、1936年製作、1946年公開 - 医者、84分尺で現存現存（NFC所蔵[9]）

### 新興キネマ東京撮影所
すべて製作は「新興キネマ東京撮影所」、配給は「新興キネマ」である。初期の特筆以外すべて「加原武門」名義である。
- 『愛怨峡』 : 監督溝口健二、「大泉慶治」名義、1937年6月17日公開 - その夫浩太、89分尺で現存（NFC所蔵[9]）
- 『歌姫懺悔』 : 監督久松静児、「大泉浩路」名義、1938年9月1日公開 - 岩崎専務
- 『女の魂』 : 監督久松静児、1939年4月1日公開 - 高瀬
- 『海棠の歌』 : 監督深田修造、1939年6月15日公開 - 編集長
- 『結婚問答』 : 監督田中重雄、1939年6月28日公開 - デパートの支配人小畑
- 『模範孝女の殺人』 : 監督青山三郎、1939年8月13日公開 - 平井恭助
- 『愛情一筋道』 : 監督高木孝一、1939年9月7日公開 - 広介の親友大蓮寺の住職小熊貞信
- 『涙痕』 : 監督田中重雄、1939年9月14日公開 - 大川清之輔
- 『母』 : 監督田中重雄、1939年10月12日公開 - 家令
- 『母恋千鳥』 : 監督須山真砂樹、1939年12月24日公開 - 医師
- 『情熱の翼』 : 監督小石栄一、1940年2月14日公開 - スパイ王英昌（陳美昌）、72分尺で現存（NFC所蔵[8]）
- 『或る女弁護士の告白』 : 監督深田修造、1940年4月28日公開 - 春子の父甚平
- 『太平洋行進曲』 : 監督深田修造・曽根千晴、1940年5月15日公開 - 松岡校長
- 『第二の虹』 : 監督小石栄一、1940年5月30日公開 - 村尾巡査
- 『悲運の姉妹』 : 監督伊奈精一、1940年7月25日公開 - 高木教頭
- 『真人間』 : 監督伊奈精一、1940年9月15日公開 - 古本屋主人、54分尺で現存（NFC所蔵[8]）
- 『良人なきあと』 : 監督曽根千晴、1940年10月31日公開 - 諸木
- 『激流』 : 監督小石栄一、1940年11月14日公開 - 綾子の父覚蔵、39分尺で現存（NFC所蔵[8]）
- 『白夜の天使』 : 監督田中重雄、1941年1月14日公開 - 瀬古所長
- 『新生の歌』 : 監督沼波功雄、1941年2月28日公開 - 松波駿一郎博士（松波駿一）、64分尺で現存（NFC所蔵[8]）
- 『猛獣使ひの姉妹』 : 監督深田修造、サーカスシーン監督萩野頼三、1941年3月29日公開 - 猛獣使いの谷口
- 『大都会』 : 監督久松静児、1941年5月8日公開 - 慎一郎の叔父東平
- 『くろがねの妻』 : 監督曽根千晴、1941年5月22日公開 - 三重県知事
- 『我が家の春』 : 監督青山三郎、1941年5月29日公開 - 銀行頭取野村
- 『素晴らしき結婚』 : 監督沼波功雄、1941年6月22日公開 - 大学教授杉山啓一
- 『旋風街』 : 監督久松静児、1941年7月8日公開 - 捜査課長
- 『春星夫人』 : 監督田中重雄、1941年9月28日公開 - 巡査
- 『嵐の中の乙女』 : 監督萩野頼三、1941年10月8日公開 - 前山
- 『太陽先生』 : 監督深田修造、1941年11月13日公開 - 織部家の家令
- 『舞ひ上る情熱』 : 監督小石栄一、1941年11月30日公開 - 部隊長
- 『逞しき愛情』 : 監督沼波功雄、1942年3月1日公開 - 高木英之助
- 『母よ嘆く勿れ』 : 監督深田修造、配給映画配給社、1942年4月16日公開 - 仲人、19分の部分が現存（NFC所蔵[8]）

### 大映東京撮影所
初期の特筆以外すべて製作は「大映東京撮影所」、配給は「大映」である。すべて「加原武門」名義である。
- 『新雪』 : 監督五所平之助、製作大映東京第二撮影所、配給映画配給社、1942年10月1日公開 - 父兄會 退役軍人、13分の部分が現存（NFC所蔵[8]）
- 『香港攻略 英國崩るゝの日』 : 監督田中重雄、配給映画配給社、1942年11月19日公開 - 参謀、36分の部分が現存（NFC所蔵[8]）
- 『風雪の春』 : 監督落合吉人、製作大映東京第一撮影所、配給映画配給社、1943年3月11日公開 - 清水主事、100分尺で現存（NFC所蔵[8]）
- 『重慶から来た男』 : 監督山本弘之、配給映画配給社、1943年11月11日公開 - 宋高民、43分尺で現存（NFC所蔵[8]）
- 『父子桜』 : 監督小石栄一、配給映画配給社、1944年3月23日公開 - 前田准尉
- 『犯罪者は誰か』 : 監督田中重雄、1945年12月27日公開 - 役名不明、75分尺で現存（NFC所蔵[8]）
- 『瓢箪から出た駒』 : 監督千葉泰樹、1946年1月24日公開 - 役名不明、66分尺で現存（NFC所蔵[8]）
- 『街の人気者』 : 監督牛原虚彦、1946年3月7日公開 - 熊沢憲一、87分尺で現存（NFC所蔵[8]）
- 『彼と彼女は行く』 : 監督田中重雄、1946年4月18日公開 - 座間医学士、82分尺で現存（NFC所蔵[8]）
- 『修道院の花嫁』 : 監督田口哲、1946年9月24日公開 - その父、76分尺で現存（NFC所蔵[8]）
- 『踊子物語』 : 監督小石栄一、1947年1月7日公開 - 評議員C
- 『女囚36号』 : 監督久松静児、1947年7月22日公開
- 『夜行列車の女』 : 監督田中重雄、1947年8月26日公開
- 『緑の小筐』 : 監督島耕二、1947年11月11日公開 - 水夫長、82分尺で現存（NFC所蔵[8]）
- 『親馬鹿大将』 : 監督春原政久、1948年5月2日公開 - 社長
- 『美しき豹』 : 監督千葉泰樹、1948年3月16日公開 - 役名不明、85分尺で現存（NFC所蔵[8]）
- 『虹男』 : 監督牛原虚彦、1949年7月18日公開 - 町の医者
- 『氷柱の美女』 : 監督久松静児、1950年3月12日公開 - 清水警部
- 『毒蛇島綺談 女王蜂』 : 監督田中重雄、1952年2月1日公開 - 九十九龍馬
- 『或る女』 : 監督豊田四郎、1954年3月13日公開 - 役名不明、134分尺で現存（NFC所蔵[8]）

### 日活
すべて製作・配給は「日活」である。すべて「加原武門」名義である。
- 『泥だらけの青春』 : 監督菅井一郎、1954年9月21日公開 - 役名不明、92分尺で現存（NFC所蔵[8]）
- 『からたちの花』 : 監督佐伯清、1954年10月26日公開 - 庄八
- 『お月様には悪いけど』 : 監督堀池清、1954年12月28日公開 - 社員C
- 『初恋カナリヤ娘』 : 監督吉村廉、1955年1月8日公開 - 支配人
- 『木曾の風来坊』 : 監督小林桂三郎、1955年6月19日公開 - 岩山大五郎、88分尺で現存（NFC所蔵[8]）
- 『三つの顔』 : 監督井上梅次、1955年8月9日公開 - 古着屋、97分尺で現存（NFC所蔵[8]）
- 『極楽剣法 前篇 地獄剣の挑戦』 : 監督丸根賛太郎、1956年2月25日公開 - 面売りのおやじ
- 『極楽剣法 後篇 月明の対決』 : 監督丸根賛太郎、1956年3月14日公開 - 面売りのおやじ
- 『暁の逃亡』 : 監督小杉勇、1956年8月28日公開 - 島崎竜治
- 『ニコヨン物語』 : 監督井上梅次、1956年9月11日公開 - 神官、95分尺で現存（NFC所蔵[8]）
- 『私は前科者である』 : 監督古川卓巳、1957年2月20日公開 - 90分尺で現存（NFC所蔵[8]）
- 『命も恋も』 : 監督小杉勇、1957年5月15日公開 - 大野田
- 『白夜の妖女』 : 監督滝沢英輔、1957年8月14日公開
- 『高校四年生』 : 監督森永健次郎、1957年10月8日公開 - 柴倉の乾分B
- 『九人の死刑囚』 : 監督古川卓巳、1957年11月12日公開 - 看守
- 『フランキー・ブーチャンの殴り込み落下傘部隊』 : 監督春原政久、1958年1月9日公開 - 横山班長
- 『暗黒街の美女』 : 監督鈴木清順、1958年3月25日公開 - 旗野、87分尺で現存（NFC所蔵[8]）
- 『東京午前三時』 : 監督小杉勇、1958年11月11日公開
- 『非常手配』 : 監督井田探、1959年2月24日公開
- 『爆薬に火をつけろ』 : 監督蔵原惟繕、1959年7月5日公開 - 矢崎権次
- 『やくざの詩』 : 監督舛田利雄、1960年1月31日公開 - 幹部C
- 『青年の樹』 : 監督舛田利雄、1960年4月29日公開 - 右翼青年
- 『俺の血が騒ぐ』（1961年1月9日公開）
- 『天使が俺を追い駈ける』 : 監督井田探、1961年1月21日公開 - 部長
- 『豚と軍艦』 : 監督今村昌平、1961年1月21日公開 - 春駒
- 『でかんしょ風来坊』 : 監督斎藤武市、1961年3月19日公開 - 巡査・民尾守（大正時代）
- 『俺は死なないぜ』 : 監督滝沢英輔、1961年6月25日公開 - 若山組親分
- 『堂堂たる人生』 : 監督牛原陽一、1961年10月22日公開
- 『気まぐれ渡世』 : 監督西河克己、1962年2月18日公開 - 青山三佐
- 『借別の歌』 : 監督野口博志、1962年5月20日公開 - PTA会長
- 『霧の夜の男』 : 監督松尾昭典、1962年7月8日公開 - 弁護士
- 『地獄の夜は真紅だぜ』 : 監督野口博志、1962年9月22日公開
- 『歌う暴れん坊』 : 監督松尾昭典、1962年12月26日公開 - 親分B
- 『波止場の賭博師』 : 監督山崎徳次郎、1963年2月17日公開 - 名古屋のボス
- 『太陽への脱出』 : 監督舛田利雄、1963年4月28日公開 - ベトナムの青年A
- 『銀座の次郎長』 : 監督井田探、1963年6月2日公開 - 大沼
- 『エデンの海』 : 監督西河克己、1963年8月31日公開 - 老教師
- 『東海遊侠伝』 : 監督井田探、1964年1月15日公開 - 仙造
- 『生きている狼』 : 監督井田探、1964年5月23日公開 - 山口大介
- 『赤い殺意』 : 監督今村昌平、1964年6月28日公開 - 質屋の旦那
- 『黒いダイスが俺を呼ぶ』 : 監督井田探、1964年10月30日公開 - 榊原の代貸
- 『男の紋章 花と長脇差』 : 監督滝沢英輔、1964年11月11日公開
- 『執炎』 : 監督蔵原惟繕、1964年11月22日公開
- 『ギター抱えたひとり旅』 : 監督山崎徳次郎、1964年12月19日公開 - 組長
- 『拳銃無頼帖 流れ者の群れ』 : 監督野口晴康、1965年1月15日公開
- 『さすらいは俺の運命』 : 監督井田探、1965年4月3日公開 - 食品屋
- 『青春の裁き』 : 監督小杉勇、1965年4月14日公開 - 大熊留五郎
- 『三匹の野良犬』 : 監督牛原陽一、1965年9月4日公開 - 三国人風の男
- 『男の紋章 俺は斬る』 : 監督井田探、1965年10月8日公開
- 『黒い賭博師 悪魔の左手』 : 監督中平康、1966年1月27日公開 - 親分A
- 『爆弾男といわれるあいつ』 : 監督長谷部安春、1967年6月28日公開 - 魚住市太郎
- 『波止場の鷹』 : 監督西村昭五郎、1967年8月12日公開 - 梁
- 『爆破3秒前』 : 監督井田探、1967年10月21日公開
- 『無頼より 大幹部』 : 監督舛田利雄、1968年1月13日公開 - 神宮
- 『女の警察』 : 監督江崎実生、1969年2月8日公開 - 工藤幹事長、83分尺で現存（NFC所蔵[8]）
- 『昇り竜 鉄火肌』 : 監督石井輝男、1969年3月29日公開 - 浜市
- 『やくざ渡り鳥 悪党稼業』 : 監督江崎実生、1969年4月16日公開 - 南条竜作
- 『代紋 地獄の盃』 : 監督松尾昭典、1969年6月14日公開 - 西尾元吉
- 『昇り竜やわ肌開張』 : 監督石井輝男、1969年7月12日公開
- 『広域暴力団 流血の縄張』 : 監督長谷部安春、1969年7月26日公開
- 『荒い海』 : 監督山崎徳次郎、製作真珠舎、配給日活、1969年10月15日公開 - 祖父
- 『牡丹と竜』 : 監督マキノ雅弘、1970年1月15日公開 - 大場、93分尺で現存（NFC所蔵[8]）
- 『日本最大の顔役』 : 監督松尾昭典、1970年4月18日公開 - 陣野
- 『怪談昇り竜』 : 監督石井輝男、配給ダイニチ映配、1970年6月20日公開 - 剛田組組長
- 『暴力団・乗り込み』 : 監督江崎実生、1971年5月5日公開 - 誠友会会長
- 『色暦女浮世絵師』 : 監督曾根中生、1971年12月18日公開 - 伊勢屋伝右衛門
- 『影狩り ほえろ大砲』 : 監督舛田利雄、製作石原プロモーション、配給東宝、1972年10月10日公開 - 石根刀自斉（伊賀組支配）

### テレビドラマ
- 『大江戸捜査網』第4話『火を吐く幻の罠』 : 監督長谷部安春、日活/東京12チャンネル、1970年10月24日放映
- 『浮世絵 女ねずみ小僧』第2話『霧の夜の襲撃』 : 監督石川義寛、フジテレビジョン/C.A.L、1971年10月2日放映
- 『大江戸捜査網II』第1話『花のお江戸の喧嘩鳶』 : 監督斎藤光正、日活/東京12チャンネル、1972年3月25日放映